# Wedgie

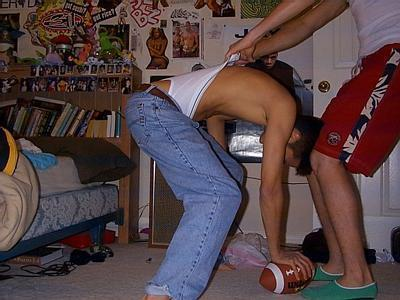
Un home rebent un wedgie.

Un wedgie (en anglès) és un assetjament que consisteix a tirar dels calçons d'un noi, concretament de la goma d'aquestos, amb l'única finalitat de fer-li mal. Els calçons es fiquen entre les natges de la víctima fent que senti dolor i vergonya.

## Tipus
Hi ha diversos tipus de wedgies:
- Hanging wedgie: es penja a la víctima de la goma del calçó.[3]
- Atomic wedgie: es tira de la goma del calçó fins que aquest queda enganxat al cap de la víctima.[4]

Els wedgies funcionen millor si la víctima porta calçons tipus slips o tanga masculina, ja que amb bòxers els calçons no fan tant de mal perquè no es fiquen entre les natges.